# Ibn Abī Hadrad al-Aslamī
Ibn Abī Hadrad al-Aslamī (arabisch: ابن أبي حدرد الأسلمي, DMG: Ibn Abī Ḥadrad al-Aslamī, Lebensdaten unbekannt) war ein Gefährte Mohammeds. Nach al-Aslamī ist ein Expeditionstrupp benannt (sarīyat abī ḥadrad al-aslamī).

## Die islamische Tradition
Überliefert sind die Geschehnisse um Aslamī bei Ibn Ishāq und at-Tabarī. Letzterer bietet neben der Geschichte bei Ibn Ishāq auch noch eine ausführlichere oder zweite Version.

### Ibn Ishāq
Ibn Ishāq berichtet in seiner Prophetenbiographie (sīrat rasūl allāh), dass Ibn Abī Hadrad 629 eine Frau seines Stammes heiraten wollte und dafür 200 Dirham als Brautgeld anbot. Da er das Geld nicht hatte, ging er zu Mohammed und bat ihn um diesen Betrag. Mohammed entgegnete jedoch, selbst wenn Aslamī Dirhams vom Boden eines Tals sammeln könnte, würde er eine solche Summe nicht zusammenbekommen. Mohammed selbst habe das Geld auch nicht.
Ein paar Tage später kam ein Mann der Banū Dschuscham bin Muʿawīya namens Rifāʿa bin Qays oder Qays bin Rifāʿa mit großem Gefolge nach al-Ghāba, wo er die Banū Dschuscham sammeln wollte, um Mohammed zu bekämpfen. Mohammed beauftragte al-Aslamī und zwei weitere Muslime, diesen Mann oder zumindest Informationen über ihn beschaffen. Als die drei in der Nähe des Lagers ankamen, sagte Aslamī, wenn er Allāhu Akbar rufe, dann sollten die anderen zwei mit ihm ins Lager stürmen. Nach diesem Gespräch teilten sie sich auf verschiedene Posten auf. Sie wollten möglichst viele angreifen.
Da derweil ein Schäfer der Banū Dschuscham mit seinen Tieren schon längere Zeit absent war, beschloss Rifāʿa ihn zu suchen. Sein Gefolge wollte ihn davon abhalten alleine zu gehen, er verweigerte dies jedoch. Rifāʿa ging mit seinem Schwert in der Hand los und kam in die Nähe von Aslamī. Dieser zog seinen Bogen, traf Rifāʿa ins Herz, köpfte ihn und rief Allāhu Akbar. Der Rest der Banū Dschuscham ergriff laut der Erzählung aus Furcht vor diesem Ruf sofort die Flucht, während die drei Muslime mit ein paar Schafen und Kamelen zu Mohammed zurückkehrten. Aslamī berichtete von den Kriegsplänen der vor Mekka versammelten Feinde gegen die Muslime. Er übergab Mohammed den Kopf von Rifāʿa und bekam 13 Kamele, mit welchen er das Brautgeld zahlen konnte.

### at-Tabarī
Nach at-Tabarī gibt es noch eine zweite Version der Geschichte, in welcher ein Prophetengefährte namens Abū Qatāda im Expeditionstrupp dabei war. Demnach waren es insgesamt 16 Männer, die 15 Nächte lang unterwegs waren. Was unterwegs geschah, wird hier nicht spezifiziert. Zur Belohnung bekam im Anschluss an die Expedition jeder Teilnehmer zwölf Kamele, von welchen jedes den Wert von zehn Schafen entsprach. Neben Vieh brachten die Männer jedoch auch vier Frauen als Beute mit zurück zu Mohammed. Eine davon war sehr jung und hübsch. Sie wurde später von Abū Qatāda gekauft, bezahlt mit seinem Teil der Beute. Ein anderer Prophetengefährte – ob dieser an der Expedition teilnahm oder nicht, bleibt offen – mit dem Namen Mahmīya bin al-Dschazʾ az-Zubaidī (Maḥmīya bin al-Ǧazʾ az-Zubaidī) sprach Mohammed auf diese eben erwähnte junge Schönheit an. Mohammed ging daraufhin zu Abū Qatāda, verlangte die Frau von ihm und gab sie Zubaidī.

## Rezeption in der Moderne
Verschiedene Autoren nahmen das Beispiel des Aslamī, um ihr jeweiliges Bild des Islams zu begründen.

### Rodney J. Phillips
Der islamfeindliche Phillips fügt anfangs hinzu, dass Mohammed sehr zufrieden gewesen sei, als er den Kopf von Rifāʿa vor sich hatte. Als Lohn gab er Aslamī 13 Kamele, die 4550 $ entsprächen. Allerdings ist unklar, wie dieser Betrag errechnet wurde. In Kenia ist ein durchschnittliches Kamel heute circa 700 $ wert, während in den Vereinigten Arabischen Emiraten drei Kamele schon für 6,5 Millionen $ verkauft wurden.
Sowohl Aslamī und seine zwei Mitstreiter, als auch Abū Qatāda beschreibt Phillips als Dschihadisten ("Jihadi"). Die junge Frau, die erbeutet wurde, beschreibt er als "sexy". Als Mohammed dann von Zubaidī auf ihre Schönheit aufmerksam gemacht wurde, hätte er die Frau von Abū Qatāda für sich gefordert und als er sie zurückbekam, gab er sie an Zubaidī als Geschenk weiter.

### Mubarakpuri
Safiur Rahman al-Mubarakpuri, ein pakistanischer Gelehrter, beschreibt in seinem Buch "The Sealed Nectar" den Expeditionstrupp Aslamīs in einen größeren Kontext. Mubarakpuris Meinung nach hätten die Menschen gerade erst Friede und Sicherheit erfahren, da die anti-islamische Koalition besiegt worden wäre. Deshalb wollten die Muslime nun die arabische Halbinsel weiter islamisieren. Dagegen gab es Widerstände, welcher Mubarakpuris sieben aufzählt. Der letzte Punkt ist Aslamī gewidmet, welcher "durch eine clevere Strategie es schaffte, die Feinde zu vertreiben und viel von ihrem Vieh erbeuten".

### IS-Organisation
Der Chefideologe der IS-Organisation, Turkī al-Binʿalī, verwendet die Geschichte im Streit mit seinem früheren Lehrer Abū Muhammad al-Maqdisī. Maqdisī kritisierte die IS-Organisation für die Verbrennung des jordanischen Kampfpiloten Muʿādh al-Kasāsba. Binʿalī führt den Tod Rifāʿas als ein Beispiel von mehreren auf, welches er für die Legitimation der Gewalt seiner Organisation nimmt. Darin schreibt er, dass, als Aslamī mit Rifāʿas Kopf zu Mohammed kam, dieser Aslamīs Verhalten nicht verbot.
Binʿalī gibt als Quelle für diese kurze Aussage eine Erzählung von al-Baihaqī an, die laut Binʿalī über einen guten Isnād gesichert sei.